# جاده جهنم (ترانه)
جاده جهنم (به انگلیسی: The Road to Hell) ترانه‌ای دو بخشی از کریس را است که در جٌنگی به همین نام منتشر شده‌است.